# Římskokatolická farnost Veselí u Oder
Římskokatolická farnost Veselí u Oder (dříve jen římskokatolická farnost Veselí) je farnost římskokatolické církve v děkanátu Bílovec ostravsko-opavské diecéze.
Farním kostelem je nevelký kostel Nejsvětější Trojice ve Veselí, postavený v letech 1839–1840 na místě hřbitovní kaple z roku 1787, která sloužila od roku 1810 jako farní. Ve vsi jsou rovněž tři kaple: svatého Jana Nepomuckého, svatého Floriána a největší svaté Anny s pamětními deskami padlých vojákům v níž se příležitostně konají bohoslužby.

## Historie
Ve Veselí nad Odrou dlouho neexistovala fara ani kostel či kaple. Teprve roku 1785 bylo Veselí povoleno vybudovat si vlastní hřbitov (aby nemuseli chodit pohřbívat do Dobešova) a 12. října 1787 zde vysvěcena hřbitovní kaple zasvěcená Nejsvětější Trojici.
Od roku 1805 žádali veselští občané o zřízení samostatné duchovní správy, což povolila dvorská kancelář 21. prosince 1806 a zemské gubernium 30. ledna 1807. Za to se obec zavázala nést náklady na údržbu kostela a školy. V roce 1809 vybudovala náboženská matice farní budovu a od roku 1810 zde působili duchovní správci, prvním lokálním kurátem se stal Paul Pipper (1810–1827). Teprve v letech 1839–1840 byl namísto nedostačující kaple vystavěn nový kostel. Roku 1888 byla kuracie povýšena na farnost, prvním farářem se zde stal František Parák.
Patronát veselské kuracie, později farnosti, vykonávala od založení náboženská matice.
V roce 1836 bylo ve farnosti 563 obyvatel, vesměs římských katolíků. Roku 1859 to bylo 548 obyvatel – římských katolíků. V roce 1930 žilo ve farnosti 417 obyvatel, všichni se přihlásili k římskokatolickému vyznání.
Farnost Veselí u Oder zahrnovala vždy pouze vesnici Veselí u Oder a patřila od svého zřízení roku 1807 do roku 1962 k děkanátu Odry, od reorganizace církevní správy k 1. lednu 1963 patří k děkanátu Bílovec. Do roku 1996 byla součástí arcidiecéze olomoucké, od uvedeného roku pak nově vytvořené diecéze ostravsko-opavské.
Od druhé světové války a odsunu původních obyvatel je farnost často spravována excurrendo. Od roku 2010 farnost spravuje oderský farář Petr Kuník.

## Bohoslužby
| Kostel                     | Místo  | Bohoslužba (den) | Hodina     | Poznámka     |
| -------------------------- | ------ | ---------------- | ---------- | ------------ |
| kostel Nejsvětější Trojice | Veselí | čtvrtek neděle   | 18.00 9.30 | farní kostel |
| kaple svaté Anny           | Veselí | příležitostně    |            | kaple        |